# 長野県道431号上西条大門線
長野県道431号上西条大門線（ながのけんどう431ごう かみにしじょうだいもんせん）は、長野県塩尻市を走る一般県道。1973年（昭和48年）に路線の認定の告示があったが、未だに区域決定の告示がされておらず、長野県内に複数存在する認定のみの県道の一つ。

## 概要

### 路線データ
- 起点：塩尻市上西条（デンカ生コン付近、国道153号交点）
- 終点：塩尻市大門三番町（長野県道305号床尾大門線交点）

## 通過する自治体
- 塩尻市

## 交差・接続する道路
- 国道153号 - 塩尻市上西条（デンカ生コン付近、起点）
- 長野県道305号床尾大門線 - 塩尻市大門三番町（終点）